# Baracuda
Baracuda ist ein deutsches Danceprojekt. Das im Winter 2002 gegründete Projekt besteht aus den Produzenten Axel Konrad und Ole Wierk von Suprime Records und in der Stammformation aus Tobias Lammer als DJ Toby Sky und der Sängerin Suny.

## Bandgeschichte
Der Titel Damn! (Remember the Time) ist eine Coverversion des Matthias-Reim-Hits Verdammt, ich lieb’ Dich und stieg bis auf Platz 12 der deutschen Singlecharts.
Der zweite Song I Leave the World Today wurde im Sommer 2003 zu einem Club-Hit.
Im Juli 2005 wurde die dritte Single Ass Up veröffentlicht, die in den deutschen Top-100 Platz 70 erreichte.
Im Mai 2007 erschien die vierte Single La Di Da. Mit dem Cover-Song I Will Love Again, im Original von Lara Fabian, erlangten Baracuda im August 2008 wieder einen Einstieg in die deutschen Top-50.
Die im Januar 2009 erschienene Single Where Is the Love benutzt Elemente von Amaranth von Nightwish und Poison von Alice Cooper.
2010 und 2011 erschienen keine weiteren Singles der Band, auch ein geplantes Album blieb aus. Die Band trennte sich nach nur 2 Singles wieder von EMI Music und ist seitdem auch nicht mehr gemeinsam aufgetreten. Laut Produktionsfirma sind aktuell keine weiteren Singles geplant.

## Diskografie

### Singles
- 16. Dezember 2002: Damn! (Remember the Time) (WEA/Warner)
- 28. Juli 2003: I Leave the World Today (WEA/Warner)
- 25. Juli 2005: Ass Up (Zeitgeist/Universal)
- 21. September 2007: La Di Da (Suprime)
- 1. August 2008: I Will Love Again (EMI)
- 2. Januar 2009: Where Is the Love (EMI)